# Глубокое (Черноморский район)
Глубо́кое (до 1948 года — Кармы́ш; укр. Глибоке, крымскотат. Qarmış, Къармыш) — исчезнувшее село в Черноморском районе Крыма, располагавшееся на западе района, на берегу бухты Кармыш (Карамыш) Каркинитского залива Чёрного моря, примерно в 4,5 километрах юго-западнее райцентра Черноморское.

### Динамика численности населения
- 1889 год — 38 чел.[5]
- 1900 год — 49 чел.[6]
- 1915 год — 0/89 чел.[7][8]
- 1926 год — 92 чел.[9]

## История
Первое документальное упоминание села встречается в Камеральном Описании Крыма… 1784 года, судя по которому, в последний период существования Крымского ханства Карамыш входил в Тарханский кадылык Козловскаго каймаканства. Видимо, во время присоединения Крыма к России население села выехало в Турцию, поскольку в ревизских документах конца XVIII — первой половины XIX веков оно не упоминается. По новому административному делению, после создания 8 (20) октября 1802 года Таврической губернии Кармыш территориально находился в составе Яшпетской волости Евпаторийского уезда. Военные топографы, в свою очередь, отмечали брошенное поселение на картах: в 1817 году деревня Кармыш обозначена пустующей, на картах 1836, и 1842 года показаны развалины деревни Кармыш, на трёхверстовой карте 1865—1876 года — также развалины.
Вновь название Кармыш встречается в доступных исторических документах в составе Курман-Аджинской волости (после земской реформы Александра II) в «Памятной книге Таврической губернии 1889 года», включившей результаты Х ревизии 1887 года; согласно ей, в деревне Кармыш числилось 6 дворов и 38 жителей, но в «…Памятной книжке Таврической губернии на 1892 год» упоминаний о деревне нет. Земская реформа 1890-х годов в Евпаторийском уезде прошла позже остальных; в результате Кармыш приписали к Кунанской волости. По «…Памятной книжке Таврической губернии на 1900 год», в деревне числилось 49 жителей в 8 дворах. По Статистическому справочнику Таврической губернии. Ч.II-я. Статистический очерк, выпуск пятый Евпаторийский уезд, 1915 год, в деревне Кармыш Кунанской волости Евпаторийского уезда числилось 11 дворов (все дворы безземельные) с русским населением без приписных жителей, но с 89 — «посторонними», из которых 53 мужчины и 36 женщин. Жители землёй не владели, в хозяйствах имелось 50 лошадей, 6 волов, 9 коров и 400 голов мелкого скота.
После установления в Крыму Советской власти, по постановлению Крымревкома от 8 января 1921 года № 206 «Об изменении административных границ» была упразднена волостная система и образован Евпаторийский уезд, в котором создан Ак-Мечетский район и село вошло в его состав, а в 1922 году уезды получили название округов. 11 октября 1923 года, согласно постановлению ВЦИК, в административное деление Крымской АССР были внесены изменения, в результате которых округа были отменены, Ак-Мечетский район упразднён и село вошло в состав Евпаторийского района. Согласно Списку населённых пунктов Крымской АССР по Всесоюзной переписи 17 декабря 1926 года, в селе Кармыш, Ак-Мечетского сельсовета Евпаторийского района, числилось 15 дворов, все крестьянские, население составляло 92 человека, из них 90 русских и 2 украинца. Согласно постановлению КрымЦИКа от 30 октября 1930 года «О реорганизации сети районов Крымской АССР», был восстановлен Ак-Мечетский район (по другим данным, это произошло 15 сентября 1931 года), и село вновь включили в его состав.
С 25 июня 1946 года Кармыш в составе Крымской области РСФСР. Указом Президиума Верховного Совета РСФСР от 18 мая 1948 года Кармыш переименовали в Глубокое. 26 апреля 1954 года Крымская область была передана из состава РСФСР в состав УССР. С начала 1950-х годов, в ходе второй волны переселения (в свете постановления № ГОКО-6372с «О переселении колхозников в районы Крыма»), в Черноморский район приезжали переселенцы из различных областей Украины. Время включения в Оленевский сельсовет пока не установлено: на 15 июня 1960 года посёлок уже числился в его составе. Ликвидировано в период между 1974 годом, когда Глубокое ещё числилось в составе Оленевского сельского совета и 1977 годом, когда Глубокое уже значилось в списке упразднённых.